# Redakai: Alla conquista di Kairu
Redakai: Alla conquista di Kairu (Redakai: Conquer the Kairu) è una serie animata franco-canadese creata da Vincent Chalvon Demersay e David Michel e prodotta da Spin Master e Marathon Media . Viene trasmessa dal 9 luglio 2011 su YTV (Canada) e dal 22 ottobre dello stesso anno su Canal J e Gulli (Francia). In Italia arriva l'11 giugno 2012 su Cartoon Network.

## Trama
Ky Stax è uno studente quindicenne di arti marziali che intraprende una ricerca per trovare il Kairu, una fonte di energia aliena primordiale. Aiutato dai suoi amici Maya e Boomer, Ky viaggia per il mondo alla ricerca della fonte mentre cerca di assicurarsi che gli alieni non lo trovino prima di lui.

## Personaggi
Team Stax
- Ky Stax: è uno studente quindicenne e leader del Team Stax, mandato dal padre ad allenarsi sotto il saggio Boaddai. Crede fermamente che suo padre sia sopravvissuto al Grande Cataclisma ed è determinato a scoprire la verità sulla sua scomparsa. Impulsivo, impavido, anche se dimostra di avere una natura ribelle e il suo onore e la sua dedizione alle regole del Kairu quasi sempre trionfano sul suo istinto adolescenziale. Si dimostra inoltre un guerriero determinato e leale ed è destinato a diventare un grande e potente Redakai. I suoi mostri sono Metanoid e Fractus. È doppiato da Donald Reignoux (ed. francese), Marco Vivio (ed. italiana).
- Maya: è una ragazza intelligente, talentuosa e amante dei libri, ed è l'unica donna del team Stax. Inoltre è dotata di capacità extra-sensoriali che le fanno avvertire il potere di Kairu nelle vicinanze, un'abilità che si è rivelata molto utile in tutte le avventure del team Stax. Nell'episodio Kairu Visions, scopre di possedere il dono della chiaroveggenza. Quando era piccola il Maestro Boddai si prese cura di lei dopo essere stata abbandonata, e, pertanto, non ha mai conosciuto i suoi genitori. Tuttavia, nel finale di stagione 1, scopre che possiede dei segni blu sul suo viso condivisi con Lokar (sulle braccia), e, a causa di ciò, si rende conto che egli è in realtà suo nonno. I suoi mostri sono Harrier e Infinita. È doppiata da Marie Nonnenmacher (ed. francese), Eleonora Reti (ed. italiana).
- Boomer: è un ragazzo simpatico, spiritoso, coraggioso e leale. Nacque in una fattoria nel Midwest e partì in giovane età per unirsi al suo migliore amico d'infanzia Ky come allievo del Maestro Boaddai. I suoi mostri sono Chemaster e Froztok. È doppiato da Bruno Meyere (ed. francese), Daniele Raffaeli (ed. italiana).

Alleati
- Maestro Boaddai: è un saggio e potente Redakai, allenatore, guardiano e mentore di Ky Stax, Maya e Boomer. Guida i 4 studenti nella loro ricerca del Kairu e il suo più grande avversario è Lokar, con cui condivide un passato lungo e storico. È doppiato da Martin Hylander Brucker (1ª stagione), Frederic Souterelle (ed. francese), Stefano Mondini (ed. italiana).
- Connor Stax: è un leggendario guerriero kairu e padre di Ky. Prima del Grande Cataclisma, a Connor gli venne assegnato l'onorevole compito di proteggere il Kairu Vessel, nascondendolo in un luogo segreto lontano dalle grinfie di Lokar. In seguito, Connor lanciò il Vessel verso la Terra per affidarlo al Maestro Boaddai, per poi scomparire misteriosamente. Il suo mostro era Riptide, posseduto in seguito da Ky.
- Mookee: è l'ultimo membro conosciuto della razza di uomini  che un tempo abitavano il pianeta Nevrod, lo stesso pianeta che Lokar distrusse durante il Grande Cataclisma. In seguito è stato accolto dal Maestro Boaddai lavorando come meccanico e cuoco. È doppiato da Marc Bretonnière (ed. francese).

Antagonisti
- Lokar: è un potente maestro del male e nemico dei Redakai e del Team Stacked. Durante il suo addestramento con Boaddai, si dimostrò fin dall'inizio di non essere portato per le vie del Kairu. Possiede dei segni sul braccio identici a quelli sul viso di Maya. È doppiato da Marc Bretonnière (ed. francese).

Team Radikor
- Zane: I suoi mostri sono Bruticon e Brutera. È doppiato da Tony Marot (ed. francese), David Chevalier (ed. italiana).
- Zair: Il suo mostro è  Cyonis. È doppiata da Caroline Mozzone (ed. francese), Roberta De Roberto (ed. italiana).
- Techrin: è il più vecchio e saggio membro del team. Il suo mostro è Silver Bash. È doppiato da Stéphane Miquel (ed. francese).

Team Imperiaz
- Principessa Diara: è la più giovane del team ed è la leader degli Ezens di Imperiaz. Diara e i fratelli Koz e Teeny, a malincuore, caddero sotto il controllo di Lokar dopo che egli aveva rapito i suoi genitori. Guida i due fratelli in varie missioni per trovare Kairu, spesso in lotta con il Team Stax. Il suo mostro è Knight Asp. È doppiata da Jessie Lambotte (ed. francese), Antonella Baldini (ed. italiana).
- Koz: è il più vecchio del team Imperiaz ed è un abile stratega. Il suo mostro è Ocelot.
- Teeny: è la più piccola dei due fratelli e come Koz, segue a malincuore la Principessa Diara. È testarda, audace e schietta. Il suo mostro è Warnet. È doppiata da Jessie Lambotte (ed. francese).

Team Battacor
- Zylus: Il suo mostro è Magnox.
- Rynoh: Il suo mostro è Spykor. È doppiato da Riccardo Scarafoni (ed. italiana).
- Bash: Il suo mostro è Drudger.

Consiglio Redakai
- Atoch: presiede il Consiglio ed è il giudice del Torneo dei Campioni.
- Quantus: presiede il Consiglio Redakai ed è il giudice del torneo nell'episodio Clash of the Kairu Warriors Pt 1 & 2.